# Medalla Walter Willson Cobbett
La Medalla Walter Willson Cobbett és atorgada anualment per la Worshipful Company of Music "en reconeixement dels serveis a la música de cambra". Va ser fundada el 1924 i dotada amb 50 £ per Walter Willson Cobbett (1847-1937), un violinista aficionat i expert en música de cambra que va exercir com a mestre de la companyia el 1928–29. La medalla és daurada en plata i presenta un retrat de Ludwig van Beethoven.

## Destinataris
| - 1924: Thomas Frederick Dunhill - 1925: Sra. Frederick Coolidge (Estats Units) - 1926: Alfred J. Clements - 1927: Harry Waldo Warner - 1928: Edward Elgar - 1929: Frank Bridge - 1930: Ralph Vaughan Williams - 1931: Arnold Bax - 1932: John Ireland - 1933: Charles Wood (premiat pòstumament) - 1934: Cecil Armstrong Gibbs - 1935: Richard Watkins - 1936: Donald Tovey - 1937: Pau Casals - 1938: Ivor James - 1939: Herbert Withers - 1940: Isolde Menges - 1942: Ernest Walker - 1943: Sidney Griller - 1944: Myra Hess - 1945: Herbert Walenn - 1946: Lionel Tertis - 1947: William Walton - 1948: Michael Tippett - 1949: Gordon Jacob - 1950: Denis Brain - 1951: Gerald Moore - 1952: Frederick Thurston - 1953: Arthur Bliss - 1954: Leon Goossens - 1955: Edmund Rubbra - 1956: Arthur Benjamin - 1957: Thurston Dart - 1958: Kathleen Long - 1959: Yehudi Menuhin - 1960: George Malcolm - 1961: Lennox Berkeley - 1962: Anne Macnaghten - 1963: Norbert Brainin - 1964: Emmanuel Hurwitz - 1965: Joan Dickson - 1966: Howard Ferguson - 1967: Kenneth Leighton - 1968: Elizabeth Maconchy | - 1969: Hugh Bean - 1970: Cecil Aronowitz - 1971: Watson Forbes - 1972: Denis Matthews - 1975: Janet Craxton - 1976: Gordon Crosse - 1977: Ivor Newton - 1978: Wilfrid Parry - 1979: Edwin Roxburgh - 1981: Hugh Maguire - 1985: Christopher Hogwood - 1986: Philip Jones - 1987: Peter Maxwell Davies - 1988: Evelyn Barbirolli - 1989: Jack Brymer - 1990: Sidonie Goossens - 1991: Eileen Croxford - 1992: Elgar Howarth - 1993: Nona Liddell - 1994: Irvine Arditti - 1995: Levon Chilingirian - 1996: Amelia Freedman - 1997: Yfrah Neaman - 1998: David Takeno - 1999: Richard Sotnick - 2000: Christopher Rowland - 2001: William Lyne - 2002: Julian Bream - 2003: John Woolf - 2004: Sigmund Nissel - 2005: Peter Cropper - 2006: John Underwood - 2007: Martin Lovett - 2008: Joseph Horovitz - 2009: Graham Johnson - 2010: Stephen Dodgson - 2011: Stephen Kovacevich - 2012: Malcolm Singer - 2013: Susan Tomes - 2014: Richard Irlanda - 2015: Trevor Pinnock - 2016: Steven Isserlis, CBE - 2017: Kenneth Sillito - 2018: William Bennett, OBE |